# Misha Mengelberg
Misha Mengelberg (Kijev, Ukrán SZSZK, 1935. június 5. – Amszterdam, 2017. március 3.) holland dzsesszzongorista.

## Diszkográfia

### Szólólemezek
- Pech Onderweg (1979)
- Musica Per 17 Instrumenti / 3 Intermezzi /Omtrent Een Componistenactie (1982)
- Impromptus (1994)
- Misha Mengelberg (1997)
- The Root Of The Problem (1997)
- Two Days In Chicago (1999)
- Solo (2000)
- Senne Sing Song (2005)

### Közös munkák és közreműködések más művészek lemezein
Vezetőként
- Groupcomposing (1978, Peter Brötzmann, Evan Parker, Peter Bennink, Paul Rutherford, Derek Bailey és Han Bennink)
- Fragments (1978, John Tchicai, Han Bennink és Derek Bailey)
- Change of Season (Music of Herbie Nichols) (1985, Steve Lacy, George Lewis, Arjen Gorter és Han Bennink)
- On Escalation / 3 Pianopieces / Dialogue / Summer (1985, Peter Schat, Jan Van Vlijmen és Otto Ketting)
- Dutch Masters (1991, Steve Lacy, George Lewis, Ernst Reyseger és Han Bennink)
- Who's Bridge (1994, Misha Mengelberg Trio: Brad Jones, Joey Baron)
- Live In Holland '97 (1997, Mats Gustafsson és Gert-Jan Prins)
- No Idea (1998, Misha Mengelberg Trio: Greg Cohen, Joey Baron)
- Four in One (2001, Misha Mengelberg Quartet: Dave Douglas, Brad Jones, Han Bennink)
- Mill (2009, Cor Fuhler és Michiel Scheen)
- It Won't Be Called Broken Chair (2011, Evan Parker)
- Lucebert / Jazz & Poetry '65 (2013, Misha Mengelberg / Piet Noordijk Kwartet: Han Bennink, Rob Langereis)
- Nunc! (2014, Dirk Bell, Ryan Carniaux, Gerd Dudek, Joscha Oetz és Nils Tegen)

Eric Dolphy
- Last Date (1964, koncertfelvétel km. Jacques Schols and Han Bennink)
- Playing: Epistrophy, 1 June 1964 In Eindhoven, Holland (1974, km. Schols and Bennink)

Han Bennink
- Instant Composers Pool (1968, km. John Tchicai)
- Instant Composers Pool 010 (1971)
- Een Mirakelse Tocht Door Het Scharrebroekse no. 1-6 (1972)
- EinePartieTischtennis (1974, koncertfelvétel)
- Coincidents (1975)
- Midwoud 77 (1978)
- A European Proposal (Live in Cremona) (1979, km. Paul Rutherford, Mario Schiano)
- Bennink Mengelberg (1982)
- Mix (1994)
- The Instant Composers Pool 30 Years (1996)
- MiHa (1998)
- Senne Sing Song (2004)

Louis Andriessen
- Reconstructie (1969, km. Hugo Claus, Reinbert de Leeuw, Harry Mulisch, Peter Schat és Jan van Vlijmen)

ICP Orchestra
- Live in Soncino (1979)
- Japan Japon (1982)
- Extension Red, White & Blue (1984)
- Two Programs: Performs Herbie Nichols and Thelonious Monk (1987)
- Bospaadje Konijnehol I (1990)
- Bospaadje Konijnehol II (1991)
- Jubilee Varia (1999)
- Oh, My Dog (2001)
- Aan & Uit (2004)
- Weer Is Een Dag Voorbij (2006)
- Live at the Bimhuis (2009)
- !ICP! 50 (2010)
- ICP Orchestra (2010)
- East of the Sun (2014)
- Misha Enzovoort (2015)
- Restless in Pieces (2016)

Anthony Braxton
- Anthony Braxton's Charlie Parker Project 1993 (1993)

Peter Brötzmann
- 3 Points and a Mountain (1979, km. Han Bennink)

Dudu Pukwana
- Yi Yole (1979, km. Han Bennink)

Keshavan Maslak
- Humanplexity (1980, km. Han Bennink)

Roswell Rudd
- Regeneration (1983, km. Steve Lacy, Kent Carter és Han Bennink)

Pino Minafra
- Tropic of the Mounted Sea Chicken (1987, km. Michele Lomuto, Han Bennink)

Franz Koglmann
- L'Heure Bleue (1991)

Steve Lacy
- Five Facings (1996, km. Marilyn Crispell, Ulrich Gumpert, Fred Van Hove, Vladimir Miller)

Yuri Honing
- Playing (1998)
- Lively (2000, km. Ernst Reijseger)

Paul Termos
- Termos Sessions Volume I (2003)

Benjamin Herman
- Heterogenity (2004, km. Bert Joris)

Alessandra Patrucco
- Circus (2006, km. Tristan Honsinger, Ab Baars és Han Bennink)

Frank Gratkowski
- Frank Gratkowski Vis-à-vis Misha Mengelberg (2006)

Ab Baars
- Sliptong (2009, km. Ig Henneman)